# Thurner Hof

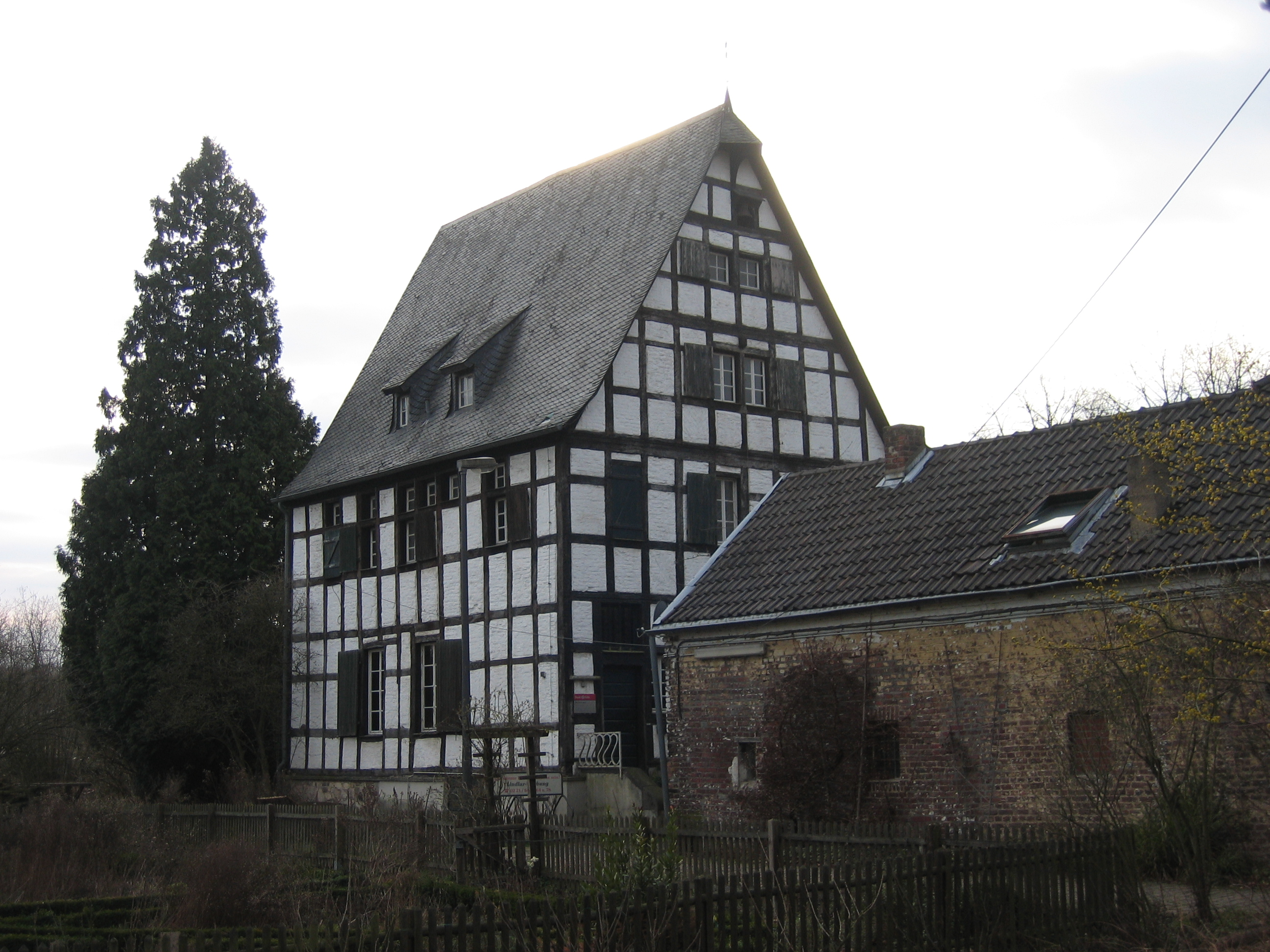
Das Fachwerkhaus des Thurner Hofs, im Februar 2008

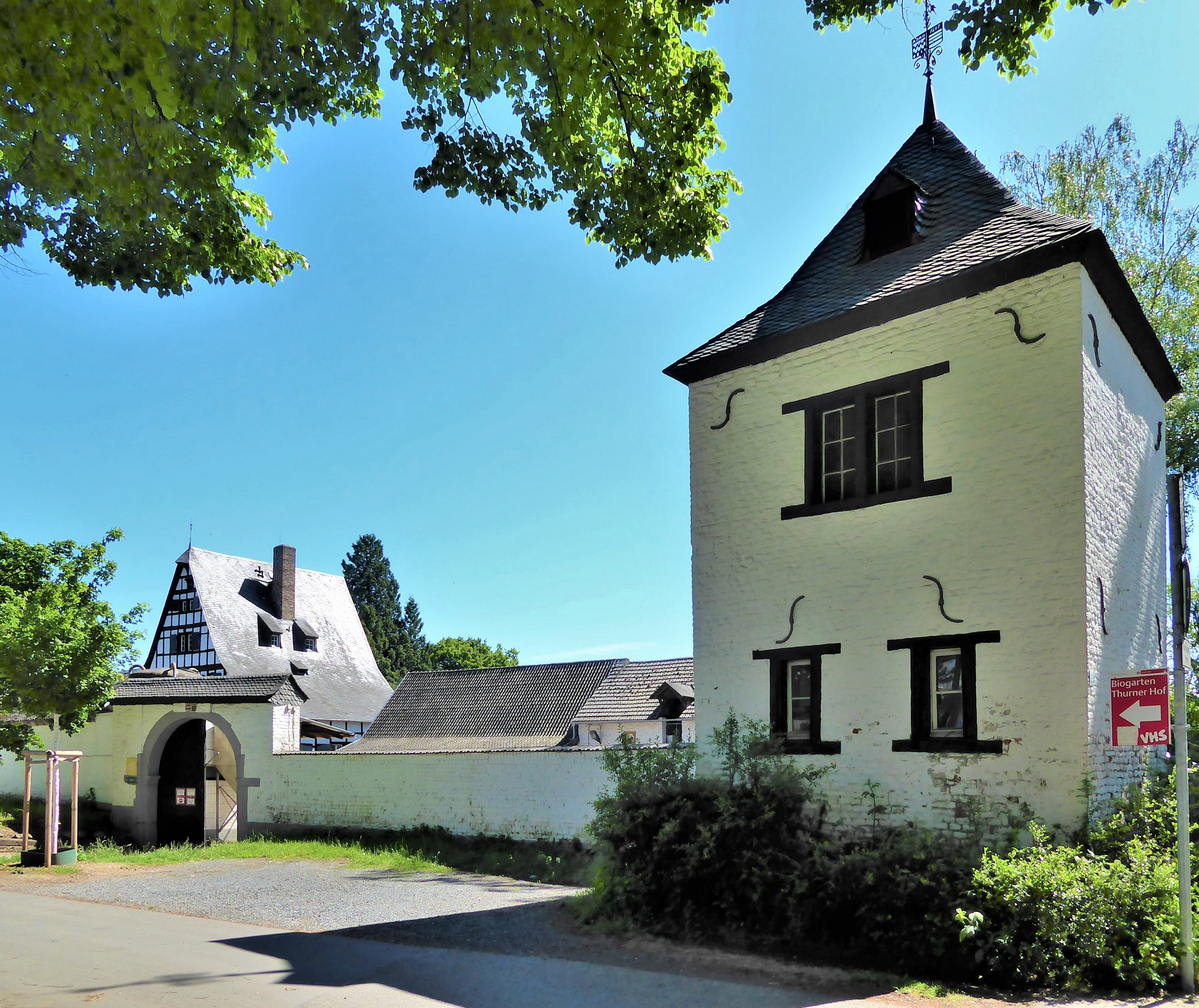
Thurner Hof, Ansicht von Nordwesten

Der Thurner Hof ist ein in Köln-Dellbrück gelegener Gutshof und ehemaliger Rittersitz, der aus dem Herrenhaus an der Südostecke, einer vierflügeligen Hofanlage und einem Eckturm (dem „Türmchen“) an der Nordwestecke besteht. Er befindet sich seit 1911 im Besitz der Stadt Köln. „Thurn“ ist eine althochdeutsche Form von Turm und verweist auf die Urform der Burg in Form einer Motte. Der Name übertrug sich auch auf die zugehörige Siedlung, heute Teil von Köln-Dellbrück. Die Hofanlage ist im Osten und Süden von einem 7.200 m² großen Gartengelände umgeben.

## Geschichte
Als ältester bekannter Besitzer gilt Heinrich von Thurn um 1150, der auch in Wichheim (heute Teil von Köln-Holweide) Güter besaß. Das Urbar des Kölner Benediktinerklosters St. Pantaleon erwähnt 1322 und 1324 die Thurner Mühle, von der das Kloster Einkünfte bezog. Als nächster Besitzer belegt, allerdings erst 1423 erwähnt, ist eine Familie Hermann von Thurn (vamme Thurme). 1526 wird die Familie von Quadt zu Haus Buschfeld zum ersten Mal erwähnt. 1560 besaß Adolf von Brambach (genannt wohl nach einem gleichnamigen Besitz im Gebiet von Overath) den Thurner Hof, der ihn seinem Schwager Hans von Hoven, genannt Pampus, verkaufte. 1590 kaufte dann Hans Ludwig von Hatzfeld den Hof. Adolf von Quadt zu Haus Buschfeld erwarb 1612 für seine Familie den Hof wieder zurück. Er besaß auch das Haus Iddelsfeld und war Bachgraf für den unteren Lauf der Strunde. Er ließ 1627 das heute noch erhaltene Hoftor mit dem Allianzwappen Quadt-Pallant errichten. 1750 starb der letzte direkte männliche Hofinhaber aus dieser Familie; seine Brüder waren hohe Geistliche im Bistum Trier und schieden deshalb als Erben aus. Sein Vetter, Franz von der Leyen zu Hohengerold, übernahm jetzt den Thurner Hof und ließ ihn von einem Pächter Schnell bewirtschaften. Es folgte als Eigentümer nach zehn Jahren ein Kaufmann Schül(l)gen, für den wohl kurz nach 1819 das noch erhaltene Gedenkkreuz an der Strunde errichtet wurde. 1818 gelangte der Hof in den Besitz der Familie Neuhöffer. Es folgten noch mehrere Pächter und Eigentümer, darunter Carl Krein, bis das Anwesen 1911 von der Stadt Köln erworben wurde. Letzter Pächter und Bewirtschafter war die Familie Werres.

## Das Herrenhaus
Das ehemalige Herrenhaus wurde vermutlich im späten 16. Jahrhundert in seiner jetzigen Form in Fachwerkbau errichtet, wie schon Paul Clemen im 1901 erschienenen Kunstdenkmälerinventar des Landkreises Mülheim schrieb, der den Thurner Hof als einen von wenigen Profanbauten erwähnt. Ein nur teilweise eingetieftes, steingewölbtes Sockelgeschoss bildet das Fundament des Hauses. Dass es, wie vermutet, von einem Vorgängerbau stammt, ist eher unwahrscheinlich. Darüber erhebt sich, durch eine Freitreppe von Norden her erschlossen, der zweigeschossige Fachwerk-Ständerbau mit zweieinhalbgeschossigem, steilem, schiefergedeckten Satteldach in Nord-Süd-Ausrichtung des Firstes. Nach Westen wurde später ein Anbau angefügt, über den diese Dachseite heute abgeschleppt ist. Das Ständerwerk des Hauses ist ohne Diagonalstreben errichtet; die hohen Hauptgeschosse besitzen bzw. besaßen kreuzstockartige Fensteröffnungen. Dies alles entspricht einer Reihe großer bergischer Fachwerkhäuser des 16. und 17. Jahrhunderts, ist auf (heutigem) Kölner Stadtgebiet jedoch einmalig. Im unteren Geschoss wurde wohl im 18. Jahrhundert ein Saal mit größeren Fenstern und Stuckdekor eingefügt.
Ca. 1958/59 wurde das damals noch voll bewohnte Gebäude erstmals saniert. Dabei wurden der Fassadenputz entfernt und die schadhaften Fachwerkfassaden erstmals ausgebessert; der Südgiebel wurde in erheblichem Maße erneuert. Das wohl damals erneuerte Schieferdach wurde dabei über den bis dahin ziegelgedeckten Anbau abgeschleppt. Von 1972 bis 1979 wurde das Haus erneut renoviert und umgebaut und dabei zur Außenstelle der Kölner Volkshochschule hergerichtet. Die schadhafte Fachwerkfassade wurde mit Kunststoff-Plomben ausgebessert. Im Obergeschoss der Ostfassade rekonstruierte man die ursprünglichen Kreuzstockfenster. Im Innern wurden marode Decken und Wände großflächig verkleidet. Dies sowie mangelnder Bauunterhalt (Schäden am Schieferdach) verursachten in den folgenden Jahrzehnten massive Bauschäden. Von August 2010 bis 2017 wurde das Herrenhaus deshalb im Rahmen des Arbeitsmarkt- und Stadtverschönerungs-Projektes „Win-Win für Köln“ u. a. von der Jugendhilfe Köln saniert.

## Stallungen
In den Wirtschaftsgebäuden des Thurner Hofes befinden sich Stallungen der Reitergemeinschaft Kornspringer Köln e. V., der auch das „Türmchen“ nutzt.

## Gartenanlage
Die Gartenanlage besteht aus Bauerngarten, ehemaligem Wehrgraben und einer Streuobstwiese, auf der sich auch die Imkerei befindet. Der Garten und das Fachwerk-Herrenhaus aus dem 16. Jahrhundert bilden eine ästhetische Einheit.
Das Gartengelände wird als Lehrgarten der Volkshochschule Köln genutzt und vom Arbeitskreis VHS-Biogarten
auf ehrenamtlicher Basis gepflegt. Der Garten steht allen Besuchern offen.
Jedes Jahr am 1. Sonntag im Mai ist der Thurner Hof Veranstaltungsort der Kölner Pflanzentauschbörse.

### Bauerngarten
Der Bauerngarten ist das Kernstück der Gartenanlage. Buchsbaumumfaßte Beete laufen auf einen alten Birnbaum zu, der in der Mitte des Bauerngartens steht.
In den Blumenbeeten werden „altmodische“ Blumen wie Küchenschelle, Roter Fingerhut, Pfingstrose und Akelei gezogen. Im März lassen sich Duftveilchen an den Wegen entdecken, denen wenig später die Wilden Stiefmütterchen folgen. Im Juni überragen Stockrosen alle anderen Blumen. Im Wildstaudenbeet blühen schon früh im Jahr die unauffälligen Wildtulpen und die Küchenschelle, und im Sommer die leuchtend blaue Ochsenzunge und Sibirische Schwertlilie.
In den Gemüsebeeten wachsen unter anderem aus der Mode gekommene Nutzpflanzen wie Gartenmelde, Rübstiel, Mangold, Pastinake, Topinambur und Dicke Bohnen. Der Gemüseanbau erfolgt aus Lehrgründen auf zwei unterschiedliche Weisen: Als Reihenmischkultur nach Gertrud Franck, bei der Pflanzen in einer spezifischen Folge in eng beieinander stehenden Reihen gezogen werden und als traditionellere Beetmischkultur, bei der Stark-, Schwach- und Mittelzehrer nacheinander angebaut werden.
Auch in den Kräuterbeeten findet man Pflanzen, wie sie in einem Herrenhausgarten des 16. Jahrhunderts gepflegt wurden: Weinraute, Echtes Mädesüss, Myrrhenkerbel und Herzgespann findet man hier ebenso wie die Petersilie, den Lorbeer und den in den letzten Jahren wieder populär gewordenen Bärlauch.

### Wehrgraben

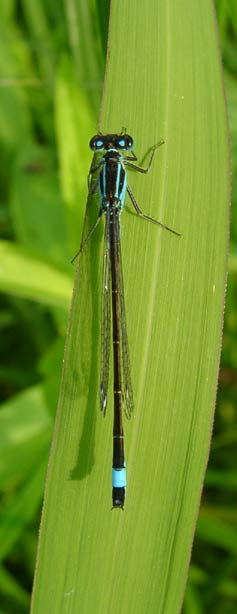
Große Pechlibelle

Der Wehrgraben ist das ökologische Herzstück des Gartens. Großzügig mit Landesmitteln unterstützt, sorgte hier ein Arbeitskreis der VHS Köln für die Wiederflutung des verbliebenen Teils des historischen Wehrgrabens. Aufgrund der unterschiedlichen Gewässertiefe, der abwechslungsreichen Lichtverhältnisse von tief schattig bis voll besonnt und der angrenzenden langen Trockenmauer konnte sich hier eine außergewöhnliche ökologische Vielfalt mit einer Vielzahl von Wasser- und Sumpfpflanzen entwickeln. Hier findet man unter Naturschutz stehende Pflanzen wie die Gelbe Teichrose und die Weiße Seerose, auf deren Blättern im Sommer die Bachstelzen nach Insekten jagen.

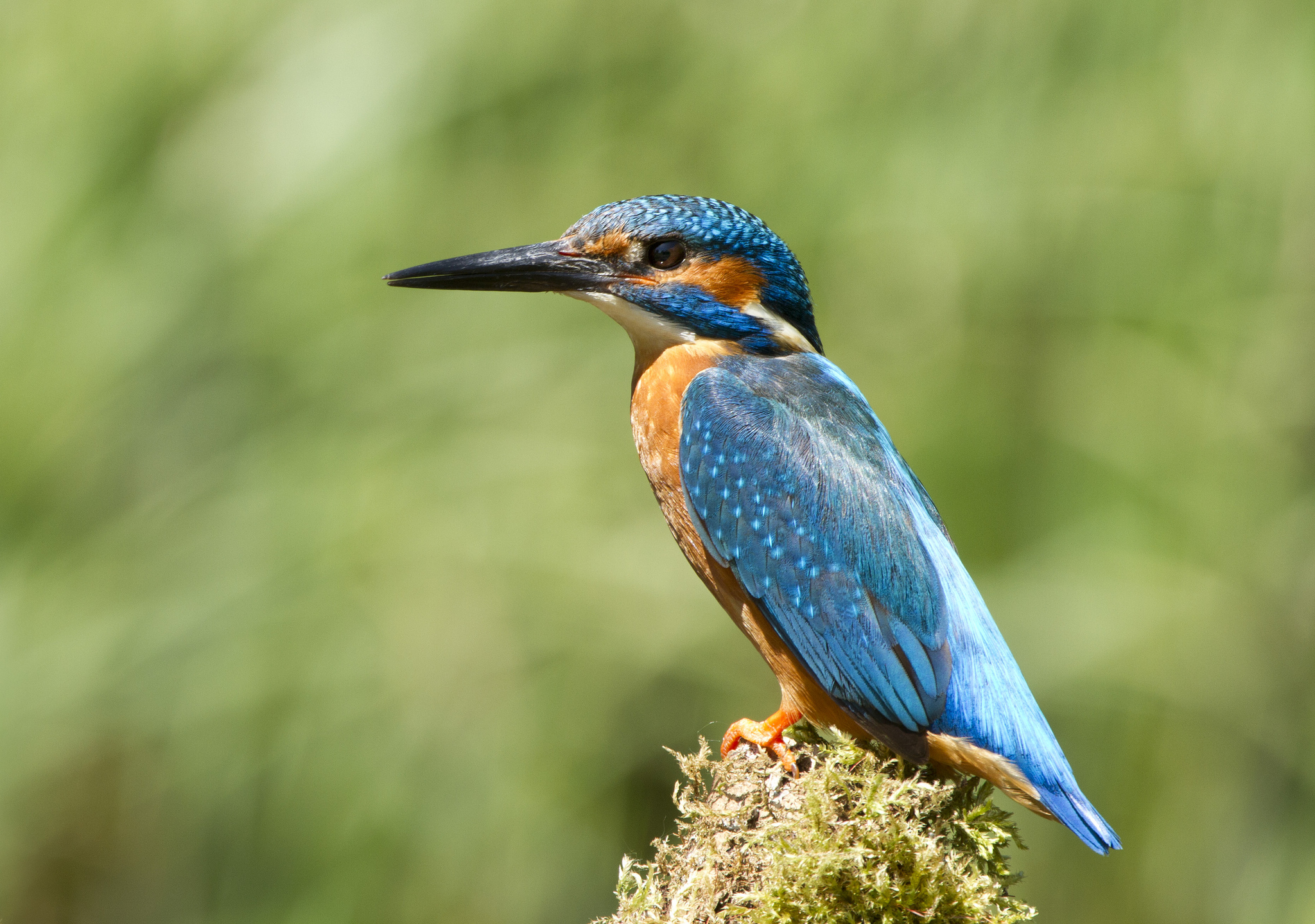
Eisvogel (Alcedo atthis)

Im Frühjahr säumen gelbe Sumpfdotterblumen den Gewässerrand und im Sommer der rotviolette Blutweiderich sowie Igelkolben, Fieberklee und Sumpf-Schwertlilie. Im März sieht man im Wasser den Laich der Grasfrösche, ab April auch den der Wasserfrösche. Der Eisvogel, der in der Nähe brütet, hat hier einen Teil seines Jagdreviers. Häufig kann man ihn beobachten, wie er auf den über die Wasseroberfläche ragenden Weidenzweigen nach Fischen Ausschau hält. Ebenfalls zu beobachten ist der Fischreiher, für den die Teiche am Thurner Hof ebenfalls ideales Jagdrevier sind. Im Sommer brüten hier außerdem regelmäßig Stockenten.
Aufgrund der unterschiedlichen Lebensräume findet man hier eine große Vielfalt unterschiedlicher Libellenarten. Sie lassen sich am besten von dem weit in die Teichfläche hinausragenden Steg beobachten, von dem man auch das Balzspiel der Moderlieschen und Stichlinge sehen kann. Gegenüber dem Teichsteg liegt eine lange Trockenmauer. Dort nisten Hummeln und Solitärbienen.

### Streuobstwiese
Die größte Fläche der Gartenanlage des Thurner Hofs nimmt die Streuobstwiese ein. Auch hier wird versucht, durch die Auswahl der Zuchtformen dem historischen Ambiente des alten Rittergutes gerecht zu werden. Hier wachsen mit dem Rheinischen Bohnapfel und dem Rheinischen Krummstiel regionaltypische alte Apfelsorten. Ziel des Lehrgartens ist es jedoch auch, den Besuchern das ganze Spektrum der Obst-, Nuss- und Beerensorten zeigen zu können. Neben Zwetschgen findet man auch Aprikosen, Pfirsiche, Kirsche, einem Walnussbaum und Haselnusssträuchern auch seltenere Sorten wie Mispeln und die sorbische Eberesche.
Zahlreiche Vogelarten finden in den Wildhecken, die die Streuobstwiese umgeben, Nistgelegenheit. Der Distelfink ist ebenso zu beobachten wie der Grünling. Im Winter fällt gelegentlich eine größere Zahl von Schwanzmeisen ein, die in den Zweigen der alten Obstbäume herumturnen.

### Imkerei
Auf der Streuobstwiese baute der Arbeitskreis Imkerei ein Bienenhaus.
Heute besteht der Bienenstand des Thurner Hofs aus max. 20 Völkern, von denen 7 durch die Teilnehmer der VHS-Kurse betreut werden.